# Martin Whatson
Martin Whatson (1984) és un artista noruec que utilitza la tècnica de l'estergit. Crea escultures, dibuixos i pintures per a produir obres tant dins de l'espai de la galeria com en l'àmbit de l'art de carrer. El 2017 Whatson va celebrar l'exposició en solitari «Revive», comissariada per Rom Levy a Santa Monica.
Des del seu debut artístic el 2004, Whatson ha mostrat el seu treball en diverses exposicions individuals i col·lectives, tant a nivell nacional com internacional en ciutats com Tòquio, París, Londres, Nova York i Los Angeles.
En els seus murals destaca per la seva tècnica original, jugant amb el contrast entre siluetes en blanc i negre i acolorides textures de grafit al més pur estil old school. Entre els seus murals podem veure representades algunes escenes icòniques del segle XX com l'arribada de l'home a la Lluna, o grans obres reinterpretades com El fill de l'home de René Magritte o el quadre de Noia a la finestra de Salvador Dalí.